# 汉斯·盖斯特
汉斯·盖斯特（德語：Hans Geister，1928年9月28日—2012年5月16日），德国男子田径运动员，主攻400米短跑。他曾代表德国参加1952年夏季奥林匹克运动会田径比赛，获得男子4×400米接力铜牌。